# Moritz Baer
Moritz Baer (* 16. Mai 1997) ist ein ehemaliger deutscher Skispringer, der für die SF Gmund-Dürnbach startete.

## Werdegang
Moritz Baer begann seine internationale Karriere im Rahmen von zwei Wettbewerben des FIS Cups am 28. und 29. September 2014 in Zakopane, bei denen er die Plätze 72 und 29 belegte. Im darauffolgenden Winter startete Baer mehrfach im Alpencup. Seine beste Platzierung erreichte er am 22. Februar 2015 in Hinterzarten, hier wurde er Zwölfter.
Nach starken Leistungen im Alpencup debütierte er am 11. Februar 2017 im Winter-Continental-Cup in Brotterode. Bei den beiden Wettkämpfen erreichte er die Plätze 12 und 21. Am Ende der Saison belegte er Platz 99.
Bei den deutschen Meisterschaften im Skispringen 2017 in Oberwiesenthal belegte er Platz neun.
Ab der Saison 2017/18 war er fester Bestandteil der COC-Mannschaft. Bei der Vierschanzentournee 2017/18 war er Teil der nationalen Gruppe Deutschlands, schaffte jedoch sowohl in Oberstdorf als auch in Garmisch-Partenkirchen nicht die Qualifikation. Bei der Vierschanzentournee 2020/21 war er nochmal Teil der nationalen Gruppe, aber verlor beide K.o.-Duelle. Danach nahm er fast nur noch im Continental Cup und im FIS Cup teil.
Nach der Saison 2022/23 gab Baer im Alter von 25 Jahren sein Karriereende bekannt, weil er vom Deutschen Skiverband keinen Kaderplatz mehr bekommen hätte.

## Erfolge

### Continental-Cup-Siege im Einzel
| Nr. | Datum          | Ort         | Typ         |
| --- | -------------- | ----------- | ----------- |
| 1.  | 6. Januar 2019 | Klingenthal | Großschanze |

## Statistik

### Weltcup-Platzierungen
| Saison  | Platz | Punkte |
| ------- | ----- | ------ |
| 2018/19 | 073.  | 002    |
| 2019/20 | 048.  | 024    |

### Grand-Prix-Platzierungen
| Saison | Platz | Punkte |
| ------ | ----- | ------ |
| 2020   | 018.  | 031    |
| 2022   | 072.  | 007    |

### Continental-Cup-Platzierungen
| Saison  | Sommer | Sommer | Winter | Winter | Gesamt | Gesamt |
| Saison  | Platz  | Punkte | Platz  | Punkte | Platz  | Punkte |
| ------- | ------ | ------ | ------ | ------ | ------ | ------ |
| 2016/17 | –      | –      | 099.   | 028    | 129.   | 028    |
| 2017/18 | 018.   | 164    | 030.   | 235    | 027.   | 399    |
| 2018/19 | 007.   | 290    | 008.   | 624    | 005.   | 914    |
| 2019/20 | 004.   | 390    | 016.   | 332    | 007.   | 722    |